# Joachim Cooder
Joachim Cooder, celým jménem Joachim Herbert Cooder, (* 23. srpna 1978, Santa Monica, Kalifornie, USA) je americký perkusionista, skladatel a producent.

## Život a kariéra
Joachim Cooder začal hrát na bicí nástroje již ve věku pěti let. Hru na perkuse studoval na California Institute of the Arts, kde založil skupinu RadioBemba, která ve své hře kombinovala vážnou a latinskoamerickou hudbu. Skládá filmovou hudbu, v nahrávkách často účinkuje spolu se svým otcem Ry Cooderem. Podílí se i na mnoha studiových nahrávkách, například na albech Buena Vista Social Clubu. V současné době hraje ve skupině Vagenius (též Hello Stranger), jejímiž dalšími členy jsou Juliette Monique Commagere a Jared Nelson Smith.

## Diskografie
(neúplná diskografie)

### Alba
- Hello Stranger, 2006 (Aeronaut Records)

### Spolupráce na dalších albech
- Buena Vista Social Club, 1997 (World Circuit)
- Buena Vista Social Club presents... Ibrahim Ferrer, 1999 (World Circuit)
- Chanchullo (Rubén González), 2000 (World Circuit)
- Chávez Ravine (Ry Cooder), 2005 (Nonesuch)
- My Name Is Buddy (Ry Cooder), 2007 (Nonesuch)
- One By One (Robert Francis), 2007 (Aeronaut Records)

## Filmografie

### Herec
- Buena Vista Social Club (film, režie Wim Wenders), 1999 (Road Movies Filmproduktion)
- Viva (režie Anna Billerová), USA, 2007

### Hudba
- Last Man Standing (režie Walter Hill a Allan Graf ), USA, 1996 (New Line Cinema) (perkuse)
- The End of Violence (režie Wim Wenders), D, Fr, 1997 (Road Movies Filmproduktion)
- Primary Colors (režie Mike Nichols), Fr, UK, D, USA, Jap., 1998
- Lars and the Real Girl (režie Craig Gillespie), 2007 (Sidney Kimmel Entertainment / MGM) (píseň Dancing For No One)